# Дутовське сільське поселення
Ду́товське сільське поселення (рос. Дутовское сельское поселение) — муніципальне утворення у складі Вуктильського міського округу Республіки Комі, Росія. Адміністративний центр — село Дутово.

## Населення
Населення — 1315 осіб (2010; 1960 у 2002, 3040 у 1989).

## Склад
До складу поселення входять такі населені пункти:
| Населений пункт     | Населення, осіб (1989) | Населення, осіб (2002) | Населення, осіб (2010) |
| ------------------- | ---------------------- | ---------------------- | ---------------------- |
| Дутово, село        | 1854                   | 1321                   | 957                    |
| Лемти, селище       | 622                    | 388                    | 221                    |
| Савинобор, присілок | 28                     | 19                     | 15                     |
| Шердіно, селище     | 536                    | 232                    | 122                    |